# Sigitas Parulskis
Sigitas Parulskis (Obeliai, 10 de febrer de 1965) és un poeta, assagista, dramaturg i crític literari lituà. L'any 1990 es va graduar a la Universitat de Vílnius, en literatura lituana. Dona conferències d'escriptura creativa per a estudiants de la Universitat de Vílnius, escriu articles per a diversos diaris, revistes i llocs d'Internet, com Literatūra ir menas, Lietuvos aidas, Lietuvos rytas, Šiaurės Atėnai.

## Obra
A la bibliografia de Sigitas Parulskis es troben setze treballs publicats, incloent assaigs i seleccions de poesia, obres de teatre, novel·la i guions. Aquest autor destaca entre altres escriptors lituans pel seu estil d'escriptura irònica d'agut sentit crític de vegades provocatiu.
Ha editat nombrosos relats curts al lloc web www.balsas.lt. Van ésser produïts com un llibre anomenat Sraige do beisbolo lazda i va aconseguir la nominació del millor llibre per a adults el 2007. Les seves obres estan traduïdes al rus, anglès, polonès letó, finlandès, txec, francès, alemany, grec, suec i d'altres llengües.
Ha estat guardonat amb molts dels principals premis de literatura lituans. El 2004 va esdevenir el guanyador del premi nacional d'art i cultura.